# Dilfuza Aimbetova
Dilfuza Aimbetova (ur. 30 lipca 2001) – uzbecka zapaśniczka walcząca w stylu wolnym. Zajęła siódme miejsce na igrzyskach azjatyckich w 2022. Brązowa medalistka igrzysk solidarności islamskiej w 2021. Zajęła czwarte miejsce w mistrzostwach Azji w 2021; piąte w 2022 i 2024 roku.